# Brunejská hymna
Hymna Bruneje je píseň Allah Peliharakan Sultan (لله فليهاراكن سلطن). Slova napsal v roce 1947 Pengiran Haji Mohamed Yusuf bin Pengiran Abdul Rahim a hudbu složil téhož roku Haji Awang Besar bin Sagap. Jako státní hymna Bruneje byla přijata 1. ledna 1984.

## Text
| Originální text | Transkripce |
| --- | --- |
| لله فليهاراكن سلطن يا الله لنجوتكنله اوسيا كباوه دولي يڠ مها مليا عاديل بردولت منأوڠي نوسا مميمڤين رعية ککل بهاڬيا هيدوڤ سنتوسا نڬارا دان سلطان الهي سلامتكن بروني دارالسلام | Allah Peliharakan Sultan Ya Allah lanjutkanlah Usia Kebawah Duli Yang Maha Mulia Adil berdaulat menaungi nusa Memimpin rakyat kekal bahagia Hidup sentosa Negara dan Sultan Ilahi selamatkan Brunei Darussalam |